# Donald C. Spencer
Donald C. Spencer   (Boulder, 25 d'abril de 1912 - Durango i Scottsdale, 23 de desembre de 2001) va ser un matemàtic estatunidenc.
Spencer va fer estudis de grau a la universitat de Colorado i, de 1934 a 1936, d'enginyeria aeronàutica al Massachusetts Institute of Technology. El 1936 va començar estudis de doctorat en matemàtiques a la universitat de Cambridge en la qual es va doctorar el 1939 amb una tesi dirigida per John Edensor Littlewood. A partir de 1939 va ser professor de matemàtiques al MIT durant tres anys, a la Universitat Stanford durant 13 anys i a la universitat de Princeton durant 23 anys. El 1978 es va retirar i va anar a viure a Durango (Colorado) essent molt actiu amb els moviments ecològics i conservacionistes de la zona, tot i que no va perdre el contacte amb els seus amics i col·legues del món matemàtic.
Spencer va mantenir una llarga amistat i una fructífera col·laboració amb Kunihiko Kodaira, fins al punt que se'ls considera a tots dos els principals fundadors de la teoria de la deformació. Els seus treballs més notables van ser sobre equacions diferencials parcials, especialment les que apareixen en el camp de la mecànica de fluids, en el camp de l'anàlisi complexa i en la teoria dels sistemes lineals sobredeterminats. Va publicar quatre monografies i a la vora d'un centenar d'articles científics.